# Helina ampyxocerca
Helina ampyxocerca är en tvåvingeart som beskrevs av Xue 2001. Helina ampyxocerca ingår i släktet Helina och familjen husflugor. Inga underarter finns listade i Catalogue of Life.